# Drymoluber dichrous
Drymoluber dichrous är en ormart som beskrevs av Peters 1863. Drymoluber dichrous ingår i släktet Drymoluber och familjen snokar. Inga underarter finns listade i Catalogue of Life.
Arten förekommer främst i Amazonområdet i norra Brasilien samt i angränsande regioner av regionen Guyana, södra Venezuela, södra Colombia, östra Ecuador, östra Peru och norra Bolivia. Flera avskilda populationer hittas i östra Brasilien. Drymoluber dichrous lever i låglandet och i bergstrakter upp till 2500 meter över havet. Habitatet varierar mellan regnskogar och torra skogar. Även mindre skogar i landskapet Caatinga besöks. Denna orm jagar groddjur och ödlor. Den äter även deras ägg. Honor lägger själv ägg. Individerna är dagaktiva och de vistas främst på marken.
För beståndet är inga hot kända. IUCN listar Drymoluber dichrous som livskraftig (LC).